# 版纳省藤
版纳省藤（学名：Calamus nambariensis var. xishuangbannaensis）为省藤属南巴省藤的一个变种或异名。